# Халимбеков, Арслан Шарапутдинович
Арслан Шарапутдинович Халимбеков (род. 21 августа 1967, Махачкала) — советский и российский футболист, выступавший на позиции полузащитника, после завершения карьеры игрока — тренер.

## Карьера игрока
Родился в Махачкале 21 августа 1967 года. Игровую карьеру начал в 1985 году в местном «Динамо», в сезоне сыграл 29 матчей, забив один гол. В 1989 году возвратился в клуб, играл в нём по 1990 год. За этот период сумел забить семь голов в 70 встречах. В 1991 году играл за «Каспий» (Каспийск) — 39 матчей, 6 голов. В 1991 году перешёл в «Анжи», где выступал вплоть до завершения игровой карьеры в 1997 году. За это время провёл 52 матча в основном составе команды, забив 13 мячей. Параллельно отыграл 38 матчей за «Анжи-2», забил 4 гола. С 1998 года некоторое время играл за махачкалинские команды по мини-футболу.

## Тренерская деятельность
Тренерскую карьеру начал в «Анжи» в 1999 году, войдя в тренерский штаб команды, в качестве ассистента главного тренера «Анжи» работал до июня 2006 года, в 2002 году также возглавлял дублирующий состав, в 2005, как и в 2007 году — вторую команду клуба. В 2009 году — тренер по физподготовке и помощник главного тренера Умара Мархиева в «Ангуште» (Назрань). В 2010 году — селекционер в «Анжи». В 2012—2013 годах работал ассистентом наставника нижегородской «Волги». 
В 2013 году — ассистент главного тренера в самарских «Крыльев Советов». С 2013 по 2014 год являлся ассистентом наставника «Анжи» Гаджи Гаджиева. В 2016 году возглавил «Ангушт», однако вскоре покинул пост по окончании сезона. Затем в июле 2016 года стал помощником Гаджиева, возглавлявшего пермский «Амкар». Летом 2018 года снова вернулся в «Ангушт», возглавлял команду в летне-осенней части Первенства ПФЛ. В 2019 году стал ассистентом Вадима Евсеева в хабаровском СКА, затем в августе того же года по приглашению Евсеева перешёл на работу в «Уфу», в октябре 2020 года после отставки Евсеева непродолжительное время был временно исполняющим обязанности главного тренера, но на официальные матчи команду не выводил. Покинул пост старшего тренера клуба в конце октября 2020 года.
В начале 2021 года сменил Руслана Агаларова на посту главного тренера «Махачкалы», которую в итоге покинул после 8 официальных матчей, уступив место Рабадану-Гаджи Магомедову. После чего, в апреле того же года, уехал в Казахстан, став помощником главного тренера карагандинского «Шахтера». 
В 2022 году, с мая по сентябрь, был ассистентом главного тренера национальной сборной Казахстана Магомеда Адиева.
27 октября 2022 года, после ухода Дениса Попова, Халимбеков был назначен на должность главного тренера «Уфы». По окончании сезона, по итогам которого «Уфа» вылетела во вторую лигу, покинул клуб в связи с окончанием контракта, под его руководством команда в 22 матчах одержала 6 побед, 4 раза сыграла вничью и 12 раз проиграла. 22 августа 2023 года был внесён в заявку махачкалинского клуба «Легион» в качестве старшего тренера.
1 апреля 2024 года Халимбеков вошел в штаб возглавившего ивановский «Текстильщик» Дмитрия Кириченко.

## Личная жизнь
Сын Халимбекова Рустам (род. 1996) также является профессиональным футболистом. Младший сын Ислам (род. 2000) в 2019—2021 годах играл в ПФЛ за «Анжи».